# Alfabeto protosinaítico
La escritura protosinaítica se considera el primer alfabeto consonántico documentado, extendiéndose su uso desde el siglo XVIII hasta el siglo XVI a. C. Sus primeros testimonios fueron hallados por William Matthew Flinders Petrie en el invierno de 1904-1905, en la península del Sinaí. Sus caracteres gráficos son de claro origen egipcio. Dado que hacia el siglo XVIII a. C. la península estaba bajo dominio egipcio pero sus pobladores eran semitas, esta escritura parece originarse cuando los pobladores de la península del Sinaí toman algunos signos jeroglíficos egipcios y los adaptan para escribrir en su propia lengua.
No obstante, los testimonios de esta escritura son escasos y además se han localizado en un área geográfica muy limitada (Serabit al-Jadim). Esta circunstancia, unida al hecho de la pequeña cantidad de signos que la componen, lleva a que existan pocas certezas sobre la naturaleza exacta del protosinaítico, aunque no parece haber dudas sobre su carácter de escritura.
Se suele considerar que de la escritura protosinaítica deriva, total o parcialmente, el alfabeto fenicio y, por lo tanto, el resto de alfabetos.

## Tabla comparativa
| F1 |

| F1 |

| O1 |

| O1 |

| T14 |

| T14 |

| K1 |

| K1 |

| K2 |

| K2 |

| A28 |

| A28 |

| T3 |

| T3 |

| Z4 |

| Z4 |

| O6 |

| O6 |

| N24 |

| N24 |

| V28 |

| V28 |

| V28 |

| V28 |

| F35 |

| F35 |

| D36 |

| D36 |

| D46 |

| D46 |

| U20 |

| U20 |

| N35 |

| N35 |

| I10 |

| I10 |

| R11 |

| R11 |

| D4 |

| D4 |

| V28 |

| V28 |

| D21 |

| D21 |

| M22 |

| M22 |

| O34 |

| O34 |

| D1 |

| D1 |

| D19 |

| D19 |

| N6 |

| N6 |

| M39 |

| M39 |

| M40 |

| M40 |

| M41 |

| M41 |

| Z9 |

| Z9 |

- La sección 'Otros' muestra las letras correspondientes en el griego arcaico, griego moderno, etrusco, y latín.